# ملکوت (مجموعه تلویزیونی)
ملکوت نام مجموعه تلویزیونی است که در رمضان ۱۳۸۹ به کارگردانی محمدرضا آهنج از شبکه دو پخش شد. 
این مجموعه تلویزیونی روایت قصهٔ فردی به نام حاج فتاح سلطانی می‌باشد.

## داستان
فردی به نام حاج فتاح سلطانی (محمدرضا شریفی‌نیا) پس از تصادف دچار مرگ مغزی می‌شود و به جهان ملکوت می‌رود در آن زمان فرشته‌ای (کوروش تهامی) به سراغ او می‌آید تا به گناهان او رسیدگی کند و از طرفی دیگر داماد حاج فتاح (رضا رویگری) برای رسیدن به ثروت حاج فتاح تلاش می‌کند اما در واقع، او در این مسیر، ناکام می ماند.

## بازیگران
- محمدرضا شریفی نیا:حاج فتاح سلطانی نقش اصلی
- پروانه معصومی: آفاق، همسر حاج فتاح سلطانی
- رضا رویگری: منوچهر سرمست، داماد حاج فتاح
- کوروش تهامی: مامور (فرشته)
- فریبا متخصص: سیما، دختر حاج فتاح
- ایرج نوذری: خسرو، پسر حاج فتاح
- ترلان پروانه: ستاره، دختر منوچهر و سیما
- نیما شاهرخ شاهی: سامان، پسر منوچهر و سیما
- احمد نجفی: کامیاب، وکیل حاج فتاح
- رز رضوی: مهتاب، دختر خسرو و مهتاج
- مهشید افشارزاده: مهتاج، همسر خسرو
- علی دهکردی: سهراب، پسر شریفه
- کمند امیرسلیمانی : رعنا، همسر سهراب
- آهو خردمند: میانسالی شریفه
- نیلوفر شهیدی: جوانی شریفه
- فخرالدین صدیق شریف: حاج رسول
- غلامرضا علی اکبری: صادق، برادر آفاق

و...